# Kabinett Simonis III
Das Kabinett Simonis III bildete vom 28. März 2000 bis zum 17. März 2005 die Landesregierung von Schleswig-Holstein. Nach der Landtagswahl und der Wahl des Ministerpräsidenten 2005 führte das Kabinett die Aufgaben der Landesregierung bis zur Einsetzung des ersten Kabinetts Carstensen am 27. April 2005 geschäftsführend aus.
| Amt                                                                                         | Name                                                             | Partei | Partei     |
| ------------------------------------------------------------------------------------------- | ---------------------------------------------------------------- | ------ | ---------- |
| Ministerpräsidentin                                                                         | Heide Simonis                                                    |        | SPD        |
| Stellvertreterin der Ministerpräsidentin                                                    | Annemarie Lütkes                                                 |        | B’90/Grüne |
| Justiz, Frauen, Jugend und Familie                                                          | Annemarie Lütkes                                                 |        | B’90/Grüne |
| Inneres                                                                                     | Klaus Buß                                                        |        | SPD        |
| Finanzen und Energie                                                                        | Claus Möller bis 28. Februar 2003 Ralf Stegner ab 1. März 2003   |        | SPD        |
| Wirtschaft, Technologie und Verkehr ab 1. März 2003: Wirtschaft, Arbeit und Verkehr         | Bernd Rohwer                                                     |        | SPD        |
| Arbeit, Gesundheit und Soziales ab 1. März 2003: Soziales, Gesundheit und Verbraucherschutz | Heide Moser bis 25. April 2004 Gitta Trauernicht ab 26. Mai 2004 |        | SPD        |
| Umwelt, Natur und Forsten ab 1. März 2003: Umwelt, Naturschutz und Landwirtschaft           | Klaus Müller                                                     |        | B’90/Grüne |
| Ländliche Räume, Landesplanung, Landwirtschaft und Tourismus aufgelöst zum 1. März 2003     | Ingrid Franzen bis 31. Januar 2003                               |        | SPD        |
| Bildung, Wissenschaft, Forschung und Kultur                                                 | Ute Erdsiek-Rave                                                 |        | SPD        |